# 790 Pułk Lotnictwa Myśliwskiego
790 Pułk Lotnictwa Myśliwskiego – oddział Sił Zbrojnych Federacji Rosyjskiej w ramach Zachodniego Okręgu Wojskowego; pozostaje w strukturze 105 Dywizji Lotnictwa w 1. Dowództwie Sił Powietrznych i Obrony Przeciwlotniczej.
Siedzibą sztabu i dowództwa brygady jest Chotiłowo.